# قشم (إيران)
قشم (بالفارسية: قشم) هي منطقة سكنية تقع في إيران في البلدة المركزية. يقدر عدد سكانها بـ 28,602 نسمة.